# خوسيه كونسيبسيون بينتو كاسترو
خوسيه كونسيبسيون بينتو كاسترو (بالإسبانية: José Concepción Pinto y Castro)‏ هو قاضي وسياسي كوستاريكي، ولد في 1829، وتوفي في 1898.